# Nikaragua na Mistrzostwach Świata w Lekkoatletyce 2013
Nikaragua na Mistrzostwach Świata w Lekkoatletyce 2013 – reprezentacja Nikaragui podczas czempionatu w Moskwie liczyła 1 zawodnika.

## Występy reprezentantów Nikaragui
| Konkurencja            | Zawodnik      | Runda 1  | Runda 1 | Półfinał | Półfinał | Finał    | Finał   |
| Konkurencja            | Zawodnik      | Rezultat | Pozycja | Rezultat | Pozycja  | Rezultat | Pozycja |
| ---------------------- | ------------- | -------- | ------- | -------- | -------- | -------- | ------- |
| Bieg na 400 m mężczyzn | Daniel Aleman | DSQ      | DSQ     | NQ       | NQ       | NQ       | NQ      |